# Petar Bogdan Peko
Petar Bogdan Peko, hrvaški general, * 30. marec 1915, Donji Dolac pri Omišu, Kraljevina Dalmacija, Avstro-Ogrska, † 31. december 1996, Zagreb, Hrvaška.

## Življenjepis
Leta 1941 je vstopil v NOVJ in naslednje leto je postal član KPJ. Med vojno je zasedal več štabnih položajev.
Po vojni je končal šolanje na Višji vojaški akademiji JLA.

## Odlikovanja
- Red narodnega heroja
- Red vojne zastave
- Red bratstva in edinstva